# Chirostoma grandocule
Chirostoma grandocule är en fiskart som först beskrevs av Steindachner, 1894.  Chirostoma grandocule ingår i släktet Chirostoma och familjen Atherinopsidae. Inga underarter finns listade i Catalogue of Life.